# Premières
Premières – miejscowość i dawna gmina we Francji, w regionie Burgundia-Franche-Comté, w departamencie Côte-d’Or. W 2013 roku populacja ówczesnej gminy wynosiła 140 mieszkańców. 
W dniu 28 lutego 2019 roku z połączenia dwóch ówczesnych gmin – Collonges-lès-Premières oraz Premières – powstała nowa gmina Collonges-et-Premières. Siedzibą gminy została miejscowość Collonges-lès-Premières. 